# Ceutorhynchus assimilis
Charançon des siliques du colza, Charançon gallicole du chou
Espèce
Synonymes
- Ceuthorhynchus pleurostigma (Marsham, 1802)[1]
- Curculio alauda Fabricius, 1792[1]
- Curculio assimilis Paykull, 1792[1]
- Curculio pleurostigma Marsham, 1802[1]

Ceutorhynchus assimilis, le Charançon des siliques du colza ou Charançon gallicole du chou, est une espèce de coléoptères de la famille des Curculionidae.

## Description
L'espèce mesure de 2,5 à 3 mm de long et semble gris en raison de ses poils fins. En tant que membre de la famille des Curculionidae, elle a une tête allongée typique en forme de tronc. Les tibias et les tarses sont de couleur noire. La larve atteint une longueur de 4 à 5 mm. Elle est apode, de couleur jaunâtre-blanchâtre. La capsule céphalique est brune.

## Répartition
Le charançon des siliques du colza est répandu dans toute l'Europe. Cette espèce fut introduite en Amérique du Nord (États-Unis, Canada) et aperçue pour la première fois en 1931. Aujourd'hui, l'espèce s'est imposée comme un ravageur de la culture estivale du colza au Canada.

## Comportement
Bien que le charançon provoque également des dégâts dans la propagation des graines dans la production de graines de chou, il est principalement considéré comme un ravageur dans la culture du colza.[réf. nécessaire]
Le charançon des siliques du colza hiverne en tant que coléoptère adulte dans les lisières de la forêt sous la couche de litière à une profondeur de 0,5 à 5 cm. La première éclosion a lieu à des températures du sol de 12 °C. La préparation physiologique à l'éclosion est favorisée par les pluies fin mars/début avril. Au début de la floraison du colza, les coléoptères volent dans les champs de colza. À des températures supérieures à 26 °C, les coléoptères entrent dans un état de torpeur et sont alors inactifs. Pour pondre ses œufs, le charançon pique les jeunes cabosses et les recouvre d'un œuf. Les gousses occupées sont marquées d'une sécrétion pour empêcher leur réoccupation par une autre femelle. La larve mange deux à trois ovules. Après 35 à 40 jours de développement, les larves quittent la gousse sans éclater pour se nymphoser dans le sol. Il n'y a qu'une seule génération par an.[réf. nécessaire]
Les larves de C. assimilis sont parasitées par les guêpes
Mesopolobus morys, 
Stenomalina gracilis
et Trichomalus (en) perfectus,.

## Parasitologie
L'insecte est un parasite des plantes Alliaria petiolata, Alyssum alyssoides, Arabis alpina, Arabidopsis arenosa, Armoracia rusticana, Barbarea verna, Barbarea vulgaris, Berteroa incana, Biscutella lyrata (es), Brassica napus, Brassica oleracea, Bunias erucago, Cakile maritima, Calepina irregularis, Camelina microcarpa, Camelina sativa, Capsella bursa-pastoris, Cardamine, Lepidium draba, Coincya monensis, Conringia orientalis, Crambe maritima, Descurainia sophia, Diplotaxis muralis, Eruca vesicaria, Erucastrum gallicum, Erysimum cheiri, Erysimum cheiranthoides, Erysimum odoratum (en), Hesperis matronalis, Iberis amara, Isatis tinctoria, Lepidium campestre, Lobularia maritima, Lunaria annua, Lunaria rediviva, Moricandia arvensis, Myagrum perfoliatum, Nasturtium officinale, Neslia paniculata, Noccaea perfoliata, Peltaria alliacea (en), Hornungia alpina, Raphanus raphanistrum, Raphanus sativus, Rapistrum, Rorippa amphibia, Rorippa palustris, Sinapis alba, Sinapis arvensis, Sisymbrium altissimum, Sisymbrium austriacum, Sisymbrium loeselii, Sisymbrium officinale, Thlaspi arvense ainsi que Cannabis sativa, Reseda lutea, Reseda luteola, Tropaeolum majus.

## Lutte
La lutte chimique contre le charançon du chou avec des insecticides du groupe des pyréthrinoïdes est courante. Le traitement des bordures est généralement suffisant pour éliminer Dasineura brassicae économiquement importante en tant que ravageur secondaire, qui préfère rester en bordure du champ.
Les parasitoïdes du charançon des siliques du colza revêtent une importance particulière. La chalcidoïde Trichomalus perfectus affecte la larve du charançon du chou (larve hôte) au troisième stade larvaire. Cela réduit la capacité d'alimentation de la larve hôte, ou la larve meurt. Le taux de parasitisme est d'environ 32 à 43%, en fonction de divers facteurs.
Au Canada en particulier, la sélection classique pour la résistance au charançon gallicole du chou s'est fortement intensifiée au cours des 10 dernières années. En croisant les génotypes de Sinapis alba, il fut possible de sélectionner du matériel génétique qui montre une réduction significative de l'infestation par le charançon gallicole du chou. Jusqu'à présent, peu de colza résistant aux insectes fut élevé en Europe. Seuls les premiers résultats de tests de résistance avec le charançon tacheté du chou (Ceutorhynchus quadridens) sont disponibles.